# 復興金融金庫法
復興金融金庫法（ふっこうきんゆうきんこほう、昭和21年10月7日法律第34号）は、復興金融金庫の根拠に関する、かつての日本の法律。
法律制定の理由は「経済の復興を促進するため必要な資金の供給を確保し、以て国民生活の安定に資するため、復興金融金庫を設立する必要がある」である。
日本開発銀行法（昭和26年3月31日法律第108号）制定により廃止された。

## 構成
附則も含め、第1条～第45条で構成されている（制定時）。以下、新字体で記す。
- 第1章　総則
- 第2章　役員
- 第3章　業務
- 第4章　復興金融債券
- 第5章　会計
- 第6章　監督
- 第7章　罰則
- 附則